# Карпова, Надежда Алексеевна
Наде́жда Алексе́евна Ка́рпова (род. 9 марта 1995, Ярославль) — российская футболистка, нападающая испанского клуба «Эспаньол». Выступала за сборную России.

## Ранние годы и семья
Надежда Карпова родилась 9 марта 1995 года в Ярославле. Отец — Алексей Валентинович Карпов, в прошлом футболист-любитель, выступавший за клубы «Нефтяник», «Шинник» и «Дизельаппаратура».
Мать — сотрудница Сбербанка.  По словам отца, Надя «родилась практически в спортзале». Занималась катанием на роликовых коньках (так называемыми «агрессивными роликами»). Футболом занялась ещё в начальной школе.

## Клубная карьера

### В России
Изначально в Ярославле не было специализированных секций футбола для девочек, поэтому мать Карповой относилась с большим скепсисом к желанию дочки играть в футбол. В 12 лет сыграла за школьную команду против команды девочек, уже занимавшейся футболом. Тренер команды противника оценил способности Карповой и пригласил её в свою команду. Воспитанница ДЮСШ № 13 города Ярославль, первый тренер — Николай Владимирович Фадеенко. В одном из матчей, по словам отца, её команда одержала победу со счётом 5:0, при этом все пять голов забила Надя. С 2009 года училась в училище олимпийского резерва пгт Серебряные Пруды.
В июне 2010 года, после прошедшей Спартакиады в Иванове, на Карпову обратила внимание команда училища олимпийского резерва из Звенигорода, принадлежавшая футбольному клубу «Россиянка». Училище сделало предложение юной спортсменке, однако мама попросила свою дочь окончить хотя бы 9 классов школы в Ярославле. По окончании 9-го класса Карпова уехала в Звенигород и поступила в училище, окончив там же и среднюю школу. В 2011 году она прошла отбор в дубль «Россиянки», основу которой составляли воспитанницы Звенигородского училища олимпийского резерва, однако позже она ушла из команды: ежемесячная зарплата в 20 тысяч рублей не устраивала девушку. Отец ожидал, что Карпова вернётся из Москвы в Ярославль и поступит в педагогический институт. Сама Карпова говорила, что хорошо сдала ЕГЭ и поступила в университет, однако в момент начала учёбы вынуждена была уехать на сборы, а позже оказалась в списках на отчисление.
В 2013 году стала игроком клуба «Зоркий» из Красногорска, но в том сезоне ни разу не попала в заявку команды на матчи чемпионата России. 11 мая 2014 года дебютировала в чемпионате России в составе «Зоркого» в матче против «Мордовочки», выйдя на замену на 88-й минуте матча вместо испанки Марии Руис Роман (матч завершился победой «Зоркого» 3:1). Однако в течение всего года она выходила считанные разы на поле, вследствие чего покинула клуб, прекративший существование через год (в 2014 году при этом стала серебряным призёром чемпионата России).
В 2015 году стала игроком московского «Чертаново», но преимущественно была на скамейке запасных. За «Чертаново» она дебютировала 19 апреля 2015 года в матче против «Кубаночки», отыграв весь матч (поражение 1:3), а 9 мая забила свой первый гол в чемпионате России в ворота «Рязань-ВДВ», открыв счёт на 25-й минуте (хотя её команда в итоге проиграла 1:3). 9 августа в матче против «Кубаночки» на 43-й минуте Карпова была впервые удалена в своей карьере (ничья 1:1). Дебютный сезон для Карповой завершился последним местом «Чертаново» в турнирной таблице чемпионата России. В 2016 году в течение нескольких туров команда шла на 3-м месте, однако в конце сезона она финишировала 4-й. 7 мая 2016 года в матче 2-го тура чемпионата России против «Кубаночки» Карпова забила 4 мяча, принеся победу своей команде со счётом 5:2, а за весь сезон забила 8 мячей, став лучшим бомбардиром сезона.
Является единственной девушкой в списке «Их выбрал Месси» (проект Backed by Messi).

### В Испании
20 сентября 2017 года Карпова официально перешла в «Валенсию», подписав двухлетний контракт. 30 октября 2017 года забила первый гол в чемпионате Испании в ворота «Атлетико», через 4 минуты после выхода на замену. Она также отметилась в игре против «Бетиса» голами на 2-й и 62-й минутах в том же сезоне. В ноябре 2017 года была признана лучшим игроком 9-го тура испанской Примеры. Однако позже проиграла конкуренцию в «Валенсии», а в ноябре 2018 года и вовсе была отстранена от тренировок. В конце декабря 2018 года «Валенсия» и Карпова договорились о расторжении договора по взаимному согласию. За два неполных сезона она сыграла 24 матча, забив всего три гола.
4 января 2019 года стало известно о том, что Карпова продолжит карьеру в составе испанской «Севильи», которая к тому моменту проиграла в 12 матчах из 15 и шла на последнем месте чемпионата Испании с 9 очками. С начала выступления и до конца сезона 2018/2019 в 10 играх отличилась дважды за «Севилью»: первый гол забила 15 февраля 2019 года в ворота «Валенсии» на 61-й минуте после прострела с правого фланга (матч завершился вничью 2:2), а второй 25 апреля в игре против «Барселоны» на 31-й минуте с линии штрафной (поражение 6:2). В сезоне 2019/2020 россиянка приняла участие в 18 матчах и забила ещё 4 гола; в связи с пандемией COVID-19 и последующим карантином месяц пробыла в режиме самоизоляции в Севилье. 23 июня 2020 года покинула «Севилью» на правах свободного агента.
В августе 2020 года Карпова стала игроком «Эспаньола», 4 сентября оформила дубль в первом матче за клуб, забив на 43-й и 49-й минутах (победа 3:1 над «Бадалоной»). 11 октября 2020 года в игре против «Мадрида» была удалена с поля. В конце того же года получила приз за лучший гол сезона в Ла Лиге (был забит в ворота «Эспаньола» в сезоне 2019/2020, когда Карпова ещё выступала за «Севилью»).

## Карьера в сборной
В феврале 2012 года дебютировала в молодёжной сборной России в товарищеском матче против Турции. Официальный дебют состоялся 20 октября 2012 года в матче отборочного раунда квалификационном раунде чемпионата Европы среди девушек до 19 лет против Азербайджана в Крымске: Карпова забила два гола, что помогло россиянкам победить со счётом 5:0.
2 июня 2016 года дебютировала в сборной России в матче отборочного турнира к чемпионату Европы против сборной Турции (2:0): на 47-й минуте она отдала голевую передачу, а на 64-й забила сама, войдя с правого фланга в штрафную противника и нанеся мощный удар в ближний угол. 6 июня во втором матче против Хорватии забила на 21-й минуте свой второй гол, принеся победу 3:0. В том же году в декабре Карпова участвовала в международном турнире в бразильском Манаусе с участием женских сборных Бразилии, Италии и Коста-Рики. Россиянки заняли 3-е место, обыграв Коста-Рику сначала в основном раунде со счётом 3:1, а потом и в матче за 3-е место со счётом 1:0. В обоих случаях Карпова, сыгравшая все 4 матча на турнире, отметилась голами: в первой встрече она отличилась на 86-й минуте, удачно пробив головой после подачи Елены Морозовой, а во втором матче на 21-й минуте забила единственный гол, причём снова головой и снова после подачи Морозовой. По итогам года стала лучшим бомбардиром сборной России с 4 голами.
В 2017 году вошла в окончательную заявку сборной России на чемпионат Европы, проходивший в Нидерландах. Cыграла все три матча на турнире, не отметившись голами.

## Стиль игры
Надежда Карпова отличается хорошей физической силой и заряженностью на атаку: при росте 179 см и весе 69 кг (данные на начало чемпионата Европы 2017 года) Карпова выделяется динамичным стилем игры. Тактически она мешает сопернику организовать атаку, а при угловых идёт отрабатывать в защите. По своим словам, на поле она часто подвергается провокациям, однако сдерживает себя, чтобы не полезть в драку. Своими кумирами считает Луиса Суареса и испанского бразильца Диего Косту.

## Вне футбола
С 2016 года Карпова являлась лицом бренда спортивной одежды Adidas в России, а также другом дома Chanel. Снималась для журналов Numero и Harper’s Bazaar. Сторонница усиления освещения женского футбола в российских СМИ.
Не употребляет алкоголь, считая это неприемлемым для профессионального спортсмена. Увлекается компьютерными играми, играя в футбольные симуляторы FIFA или игры серии GTA.
Открытая лесбиянка. Сделала каминг-аут, переехав в Испанию:

Я поняла, что здесь не существует осуждения лесбиянок и что никто не станет меня преследовать за то, что я живу с девушкой.
Оригинальный текст (англ.)I also understood that no one would blame me for living with a girl and that there is no stigma here for being a lesbian.

Является противником российского вторжения на Украину. Свои взгляды активно выражает в Инстаграме, где имеет более 100 тыс. подписчиков. Негативно относится к российской государственной пропаганде:

Пропаганда пытается убедить россиян в том, что русские — особая нация и поэтому «весь мир против нас и нашей уникальной исторической роли».
Я не считаю русских особенными. В то же время, я не стыжусь, что я русская, потому что русские и Путин — это не одно и то же. Путин забрал наше будущее, но сделал это при нашем молчаливом согласии. Большинство просто закрывает глаза [на действия правительства], считая, что их это не касается.
Оригинальный текст (англ.)Russian propaganda is trying to persuade Russians that we are a very special nation and the whole world is against us and our 'unique mission'.

What unique mission are you talking about? I don't think that Russians are special. At the same time, I am not ashamed to be Russian, as Russia doesn't mean the government and Vladimir Putin.

"Putin took everything from us, he took our future. At the same time, he did it with our tacit consent. They [the government], didn't witness strong resistance. Most people were just closing their eyes to injustice, thinking it's not their business.

## Достижения
- Серебряный призёр чемпионата России: 2014[2]
- Лучший бомбардир чемпионата России: 2016[6]
- Финалистка Кубка Каталонии: 2020[18]